# 第31回日本アカデミー賞
第31回日本アカデミー賞は、2008年（平成20年）2月15日にグランドプリンスホテル新高輪国際館パミールで行われた日本アカデミー賞の発表・授賞式。司会は関口宏と中谷美紀。

## 最優秀作品賞
- 東京タワー オカンとボクと、時々、オトン

### 優秀作品賞
- ALWAYS 続・三丁目の夕日
- キサラギ
- それでもボクはやってない
- 眉山-びざん-

## 最優秀アニメーション作品賞
- 鉄コン筋クリート

### 優秀アニメーション作品賞
- ヱヴァンゲリヲン新劇場版:序
- 河童のクゥと夏休み
- ピアノの森
- 名探偵コナン 紺碧の棺

## 最優秀監督賞
- 松岡錠司 （東京タワー オカンとボクと、時々、オトン）

### 優秀監督賞
- 犬童一心 （眉山-びざん-）
- 佐藤祐市 （キサラギ）
- 周防正行 （それでもボクはやってない）
- 山崎貴 （ALWAYS 続・三丁目の夕日）

## 最優秀脚本賞
- 松尾スズキ （東京タワー オカンとボクと、時々、オトン）

### 優秀脚本賞
- 宮藤官九郎（舞妓Haaaan!!!）
- 古沢良太（キサラギ）
- 周防正行 （それでもボクはやってない）
- 山崎貴・古沢良太（ALWAYS 続・三丁目の夕日）

## 最優秀主演男優賞
- 吉岡秀隆 （ALWAYS 続・三丁目の夕日）

### 優秀主演男優賞
- 阿部サダヲ （舞妓Haaaan!!!）
- オダギリジョー （東京タワー オカンとボクと、時々、オトン）
- 加瀬亮 （それでもボクはやってない）
- 役所広司 （象の背中）

## 最優秀主演女優賞
- 樹木希林 （東京タワー オカンとボクと、時々、オトン）

### 優秀主演女優賞
- 寺島しのぶ （愛の流刑地）
- 中谷美紀 （自虐の詩）
- 仲間由紀恵 （大奥）
- 宮沢りえ （オリヲン座からの招待状）

## 最優秀助演男優賞
- 小林薫 （東京タワー オカンとボクと、時々、オトン）

### 優秀助演男優賞
- 柄本明 （やじきた道中 てれすこ）
- 香川照之 （キサラギ）
- 堤真一 （ALWAYS 続・三丁目の夕日）
- 堤真一（舞妓Haaaan!!!）

## 最優秀助演女優賞
- もたいまさこ （それでもボクはやってない）

### 優秀助演女優賞
- 堀北真希 （ALWAYS 続・三丁目の夕日）
- 松たか子 （東京タワー オカンとボクと、時々、オトン）
- 宮本信子 （眉山-びざん-）
- 薬師丸ひろ子 （ALWAYS 続・三丁目の夕日）

## 話題賞

### 俳優部門
- 新垣結衣 （恋空）

### 作品部門
- キサラギ

## 新人俳優賞
- ウエンツ瑛士 （ゲゲゲの鬼太郎）
- 林遣都 （バッテリー）
- 三浦春馬 （恋空）
- 新垣結衣 （恋空）
- 内田也哉子 （東京タワー オカンとボクと、時々、オトン）
- 夏帆 （天然コケッコー）
- 北乃きい （幸福な食卓）

## 最優秀音楽賞
- 大島ミチル （眉山-びざん-）

### 優秀音楽賞
- 上田禎 （東京タワー オカンとボクと、時々、オトン）
- 佐藤直紀 （ALWAYS 続・三丁目の夕日）
- 椎名林檎 （さくらん）
- 周防義和 （それでもボクはやってない）

## 最優秀撮影賞
- 蔦井孝洋 （眉山-びざん-）

### 優秀撮影賞
- 笠松則通 （東京タワー オカンとボクと、時々、オトン）
- 栢野直樹 （それでもボクはやってない）
- 木村大作 （憑神）
- 柴崎幸三 （ALWAYS 続・三丁目の夕日）

## 最優秀照明賞
- 疋田ヨシタケ （眉山-びざん-）

### 優秀照明賞
- 水野研一 （東京タワー オカンとボクと、時々、オトン）
- 長田達也 （それでもボクはやってない）
- 杉本崇 （憑神）
- 水野研一 （ALWAYS 続・三丁目の夕日）

## 最優秀美術賞
- 部谷京子 （それでもボクはやってない）

### 優秀美術賞
- 岩城南海子 （さくらん）
- 上條安里 （ALWAYS 続・三丁目の夕日）
- 原田満生 （東京タワー オカンとボクと、時々、オトン）
- 吉田孝 （大奥）

## 最優秀録音賞
- 鶴巻仁 （ALWAYS 続・三丁目の夕日）

### 優秀録音賞
- 阿部茂・郡弘道・米山靖 （それでもボクはやってない）
- 柿澤潔 （東京タワー オカンとボクと、時々、オトン）
- 志満順一 （眉山-びざん-）
- 松陰信彦 （憑神）

## 最優秀編集賞
- 菊池純一 （それでもボクはやってない）

### 優秀編集賞
- 上野聡一 （眉山-びざん-）
- 平澤政吾 （舞妓Haaaan!!!）
- 普嶋信一 （東京タワー オカンとボクと、時々、オトン）
- 宮島竜治 （ALWAYS 続・三丁目の夕日）

## 最優秀外国作品賞
- 硫黄島からの手紙

### 優秀外国作品賞
- ドリームガールズ
- バベル
- ヘアスプレー
- ボーン・アルティメイタム

## 会長特別賞
- 植木等 （俳優）
- 熊井啓 （監督）

## 協会特別賞
- 柴崎憲治 （音響効果）